# Montrose (Houston)
Pour les articles homonymes, voir Montrose.
Montrose est un quartier se trouvant dans le Neartown de la ville de Houston, au Texas. Établi en 1911, le quartier est considéré comme démographiquement divers. Le Montrose est l'un des quartiers de Houston les plus accessibles aux piétons, dans une ville en grande partie dédiée au pétrole et à la voiture.

## Enseignement
- District Scolaire Indépendant de Houston (écoles publiques)
  - High School for the Performing and Visual Arts